# Temnocerus naso
Temnocerus naso là một loài bọ cánh cứng trong họ Rhynchitidae. Loài này được Casey miêu tả khoa học năm 1885.